# 天主教布盧瓦教區
天主教布盧瓦教區（拉丁語：Dioecesis Blesensis）是法國一個羅馬天主教教區。屬圖爾總教區。
教區範圍包括盧瓦爾-謝爾省。2012年有教友185,097人，佔轄區總人口54.7%。教區下轄293個堂區，有九十五名司鐸。現任教區主教為莫里斯·勒貝格·德熱米尼。
教區成立於1697年7月1日（按教宗詔書的日期），1801年11月29日被併入奧爾良教區。1822年10月6日恢復，2002年12月16日前屬布爾日總教區。